# Suzanne Delacoste
Suzanne Delacoste, née au Brésil en 1913 et morte à Lausanne le 10 mai 1963, est une journaliste et écrivaine suisse.

## Biographie
Née d'une famille d'origine valaisanne, Suzanne Delacoste naît à Rio Negro, au Brésil, où son père Paul Delacoste travaille comme ingénieur,. Elle y passe sa petite enfance et fait sa scolarité dans des pensionnats français. En 1918, elle s'installe à Monthey, sa commune d'origine, où elle étudie au pensionnat Saint-Joseph. Après ses études, elle travaille dans divers journaux de Suisse romande, d'abord à Fribourg et ensuite à Lausanne. Elle collabore avec le journal La Nouvelle Revue de Lausanne où elle tient le bloc-notes et la rubrique littéraire. Elle rédige parallèlement des romans et des nouvelles centrés sur des personnages féminins qui s'élèvent dans un monde dirigé par les hommes. Parmi ses publications, on retrouve notamment les romans Les jardins clos de 1949, considéré par la Gazette de Lausanne comme «le meilleur roman qu'ait produit le Valais», Fédora et la solitude de 1948 et Pavane pour l'amour manqué de 1954,. En 1949, elle remporte le Prix de prose française et le Prix des Jeux Floraux, décernés par l'Académie rhodanienne. En 1962, elle publie une monographie intitulé Monthey, qui rend hommage à sa ville et qui est accompagnée par des photographies de Marco Barman.
Suzanne Delacoste décède le 10 mai 1963 à Lausanne.
En 2018, la suite de son premier roman est publié aux éditions Plaisir de Lire sous le titre Couleur de sable,. 